# Песоцька Маргарита Володимирівна
Маргари́та Володи́мирівна Песо́цька (нар. 9 серпня 1991) — українська настільна тенісистка, чотириразова призерка чемпіонатів Європи в одиночному розряді, бронзова призерка чемпіонату Європи 2015 року у складі збірної України, чемпіонка та призерка чемпіонатів України, учасниця літніх Олімпійських ігор. Майстер спорту України міжнародного класу (2006).

## У юніорах та кадетах
Маргарита народилася 9 серпня 1991 року у Києві в спортивній родині, мати — Маргарита Песоцька-старша, професійно грала у настільний теніс.
Займатися настільним тенісом Рита почала у трирічному віці у Польщі, де в той час грала її мати. У 7 років стала чемпіонкою Польщі серед міні-кадетів. У 10 років сім'я повернулася до Києва. Маргарита тричі поспіль вигравала чемпіонати України у своєму віці. В 11 років вона стала майстром спорту та дебютувала на міжнародному рівні у Москві на кадетському чемпіонаті Європи.
2004 року на чемпіонаті Європи серед кадетів у Будапешті (Угорщина) перемогла в парному розряді (з румункою Єлізабет Самара). 2005 року в Остраві (Чехія) отримала срібло у міксті. У 2006 році в Сараєво Маргарита завоювала 3 золоті медалі: в одиночному, парному (зі словачкою Барборою Блазовою) та у командному заліку. Того ж року перемогла на World Cadet Challenge у Санто-Домінго.
На молодіжному чемпіонаті Європи 2008 року в Терні повторила свій успіх 2006 року, але вже як юніорка, загалом виборола три золоті медалі: в одиночному, парному (знов зі словачкою Барборою Блазовою) та в командному заліку (Поліна Трифонова, Ірина Моцик, Євгенія Васильєва, Валерія Степановська). У шістнадцятирічному віці Маргарита отримала звання Майстер спорту України міжнародного класу. 2009 року у Празі Маргарита захистила титул чемпіонки серед юніорів.
2006 року у Бремені (Німеччина) дебютувала на чемпіонатах світу.

## У професіоналах
З 14 років Маргарита входила до складу дорослої збірної України. У 2006 році очолила український рейтинг.
У 2008 році Маргарита брала участь у літніх Олімпійських іграх в Пекіні (Китай). Вдало пройшла кваліфікацію, перемігши Марину Шумакову (Казахстан), проте у першому колі поступилась представниці Іспанії Фенг Жу.
У жовтні 2009 року на дорослому чемпіонаті Європи в Штутгарті неочікувано перемогла по ходу турніру майже всіх сильніших суперниць (14, 20, 5, 1, 10 позиції в рейтингу), програла лише у фіналі, виборола срібло та стала наймолодшою призеркою в історії європейських чемпіонатів. Ця медаль стала першою для незалежної України у змаганнях із настільного тенісу серед дорослих.
У 2011 році Маргарита на чемпіонаті Європи у Сопоті — Гданську виборола бронзову медаль в одиночному розряді. Навесні 2012 року Маргарита у складі владивостоцького клубу «Дальэнергосетьпроект» виборола срібло кубку ETTU, а влітку брала участь у літніх Олімпійських ігор 2012 року в Лондоні. Стартувала відразу з другого раунду, де перемогла тенісистку з Іспанії Сару Рамірес. У третьому раунді поступилась представниці Нідерландів Джіао Лі.
У 2015 разом з Тетяною Біленко та Ганною Гапоновою у складі збірної України виборола бронзову медаль чемпіонату Європи.

### Клубна кар'єра
В Україні виступала за «Етрекс» (Київ), а також за алчевський клуб «Донбасс-ШВСМ», з яким стала чемпіонкою України.
- 2009 — «Дальэнергосетьпроект» (Владивосток). Срібло чемпіонату Росії, Кубок Росії та бронза Ліги європейських чемпіонів з настільного тенісу[14][15].
- 2010 — «Дальэнергосетьпроект» — золото клубного чемпіонату Росії[16].
- 2011 — «Виктория» (Москва) — срібло клубного чемпіонату Росії[17].
- сезон 2011/12 — «Дальэнергосетьпроект» — срібло кубку ETTU[18].
- сезон 2012/13 — «Замек» (Тарнобжег) — золото клубного чемпіонату Польщі та срібло кубку ETTU.
- сезон 2013/14 — «Замек» — золото клубного чемпіонату Польщі та півфінал ліги європейських чемпіонів.
- сезон 2020/21 — «Linz AG Froschberg» (Лінц) - срібло Ліги європейських чемпіонів з настільного тенісу.[19][20] Золото Супер ліги України у складі «Dream Team» (Київ).[21]

У сезоні 2021/22 також буде представляти Linz AG Froschberg.

## Досягнення
- 8 золотих медалей чемпіонатів Європи серед кадетів та юніорів
- Срібло чемпіонату Європи 2009, 2018
- Бронза чемпіонату Європи 2011, 2015
- Учасниця літніх Олімпійських ігор 2008 року в Пекіні
- Учасниця літніх Олімпійських ігор 2012 року в Лондоні
- Учасниця літніх Олімпійських ігор 2020 року в Токіо
- Учасниця літніх Олімпійських ігор 2024 року в Парижі

## Статистика
| Змагання                             | Рік  | Місто           | Держава | одиночні        | парні  | мікст  | командні |
| ------------------------------------ | ---- | --------------- | ------- | --------------- | ------ | ------ | -------- |
| Чемпіонат Європи                     | 2020 | Варшава         | POL     | Півфінал        |        |        |          |
| Europe Top 16 Cup                    | 2020 | Монтре          | SUI     | 4               |        |        |          |
| Чемпіонат Європи                     | 2018 | Аліканте        | SPA     | Срібло          |        |        |          |
| Чемпіонат Європи                     | 2015 | Єкатеринбург    | RUS     | 32              |        |        | Півфінал |
| Чемпіонат Європи                     | 2012 | Гернінг         | DEN     | 16              | 32     |        |          |
| Чемпіонат Європи                     | 2011 | Гданськ-Сопот   | POL     | Півфінал        |        |        |          |
| Чемпіонат Європи                     | 2009 | Штутгарт        | GER     | Срібло          |        |        |          |
| Молодіжний Чемпіонат Європи (Кадети) | 2006 | Сараєво         | BIH     | Золото          | Золото |        | 1        |
| Молодіжний Чемпіонат Європи (Кадети) | 2005 | Острава         | CZE     |                 |        | Срібло |          |
| Молодіжний Чемпіонат Європи (Кадети) | 2004 | Будапешт        | HUN     |                 | Золото |        |          |
| Молодіжний Чемпіонат Європи (Юніори) | 2009 | Прага           | CZE     | Золото          |        |        |          |
| Молодіжний Чемпіонат Європи (Юніори) | 2008 | Терні           | ITA     | Золото          | Золото |        | 1        |
| Олімпійські ігри                     | 2012 | Лондон          | ENG     | 32              |        |        |          |
| Олімпійські ігри                     | 2008 | Пекін           | CHN     | 128             |        |        |          |
| World Tour Platinum                  | 2020 | Будапешт        | HUN     |                 |        |        |          |
| World Tour Platinum                  | 2020 | Магдебург       | GER     |                 |        |        |          |
| World Tour Platinum                  | 2019 | Лінц            | AUT     | 128             |        |        |          |
| World Tour Platinum                  | 2019 | Бремен          | GER     | 32              |        |        |          |
| World Tour                           | 2019 | Стокгольм       | SWE     | кваліфікація 32 |        |        |          |
| World Tour                           | 2019 | Оломоуць        | CZE     | 32              |        |        |          |
| World Tour                           | 2019 | Панагюриште     | BUL     | кваліфікація 32 |        |        |          |
| World Tour                           | 2019 | Кувейт          | KUW     | 32              |        |        |          |
| World Tour                           | 2019 | Будапешт        | HUN     | кваліфікація 32 |        |        |          |
| World Tour                           | 2018 | Стокгольм       | SWE     | кваліфікація 64 |        |        |          |
| World Tour                           | 2018 | Лінц            | AUT     | 32              |        |        |          |
| World Tour                           | 2018 | Оломоуць        | CZE     | кваліфікація 64 |        |        |          |
| World Tour                           | 2018 | Будапешт        | HUN     | група           |        |        |          |
| World Tour                           | 2017 | Магдебург       | GER     | група           |        |        |          |
| World Tour                           | 2016 | Берлін          | GER     | кваліфікація    |        |        |          |
| GAC Group World Tour                 | 2015 | Вельс           | AUT     | 64              |        |        |          |
| GAC Group World Tour                 | 2015 | Бремен          | GER     | кваліфікація    |        |        |          |
| World Tour                           | 2014 | Оломоуць        | CZE     | 32              |        |        |          |
| World Tour                           | 2014 | Магдебург       | GER     | 16              |        |        |          |
| World Tour                           | 2014 | Кувейт          | KUW     | 32              |        |        |          |
| World Tour                           | 2013 | Доха            | QAT     | 16              |        |        |          |
| World Tour                           | 2012 | Бремен          | GER     | 32              |        |        |          |
| World Tour                           | 2012 | Веленє          | SLO     | 64              |        |        |          |
| Pro Tour                             | 2011 | Швехат          | AUT     | 16              |        |        |          |
| Pro Tour                             | 2011 | Альмерія        | ESP     | 32              |        |        |          |
| Pro Tour                             | 2011 | Владиславово    | POL     | 64              |        |        |          |
| Pro Tour                             | 2011 | Дортмунд        | GER     | 64              |        |        |          |
| Pro Tour                             | 2011 | Доха            | QAT     | 64              |        |        |          |
| Pro Tour                             | 2011 | Веленє          | SLO     | 32              |        |        |          |
| Pro Tour                             | 2010 | Варшава         | POL     | 64              |        |        |          |
| Pro Tour                             | 2010 | Budaörs         | HUN     | 64              |        |        |          |
| Pro Tour                             | 2010 | Берлін          | GER     | 64              |        |        |          |
| Pro Tour                             | 2010 | Веленє          | SVN     | 32              | 16     |        |          |
| Pro Tour                             | 2009 | Варшава         | POL     | 32              |        |        |          |
| Pro Tour                             | 2009 | Мінськ          | BLR     | чвертьфінал     |        |        |          |
| Pro Tour                             | 2008 | Веленє          | SVN     | 64              |        |        |          |
| Pro Tour                             | 2007 | Стокгольм       | SWE     | 64              |        |        |          |
| Pro Tour                             | 2007 | Санкт-Петербург | RUS     | 64              |        |        |          |
| Pro Tour                             | 2006 | Санкт-Петербург | RUS     | 64              |        |        |          |
| Чемпіонат Світу                      | 2019 | Будапешт        | HUN     | 64              |        |        |          |
| Чемпіонат Світу                      | 2013 | Париж           | FRA     | 32              |        | 64     |          |
| Чемпіонат Світу                      | 2012 | Дортмунд        | GER     |                 |        |        | 19       |
| Чемпіонат Світу                      | 2011 | Роттердам       | NED     | 64              |        |        |          |
| Чемпіонат Світу                      | 2010 | Москва          | RUS     |                 |        |        | 17       |
| Чемпіонат Світу                      | 2009 | Йокогама        | JPN     | 128             |        | 128    |          |
| Чемпіонат Світу                      | 2008 | Гуанчжоу        | CHN     |                 |        |        | 23       |
| Чемпіонат Світу                      | 2007 | Загреб          | HRV     | 128             | 64     | 64     |          |
| Чемпіонат Світу                      | 2006 | Бремен          | GER     |                 |        |        | 26       |
| Jugend-Weltmeisterschaft             | 2007 | Пало-Альто      | USA     | 16              |        |        |          |
| World Junior Circuit                 | 2007 | Cetniewo        | POL     | Півфінал        |        |        |          |
| World Cadet Challenge                | 2005 | Санто-Домінго   | DOM     | Золото          |        |        |          |

## Різне
- Закінчила Національний педагогічний університет імені Михайла Драгоманова[23].
- До 2018 року користувалася інвентарем фірми Tibhar[24], з 2018 — Donic[25].
- 2015 року вийшла заміж за Андрія Братко[26].